# Campoletis incisa
Campoletis incisa är en stekelart som först beskrevs av Bridgman 1883.  Campoletis incisa ingår i släktet Campoletis och familjen brokparasitsteklar. Arten är reproducerande i Sverige. Inga underarter finns listade.